# كريس بيترسن (لاعب كرة قاعدة)
كريس بيترسن (بالإنجليزية: Chris Petersen)‏ هو لاعب كرة قاعدة أمريكي، ولد في 6 نوفمبر 1970 في بوسطن في الولايات المتحدة.

## وصلات خارجية
- كريس بيترسن على موقعبيزبول رفرنس.كوم (الدوري الرئيسي) (الإنجليزية)
- كريس بيترسن على موقعبيزبول رفرنس.كوم (الدوري الثانوي) (الإنجليزية)